# Joachim Wundrak

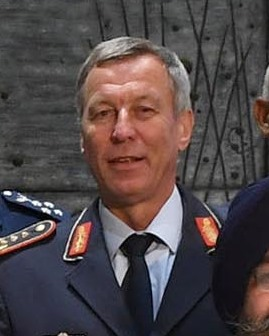
Joachim Wundrak, 2018

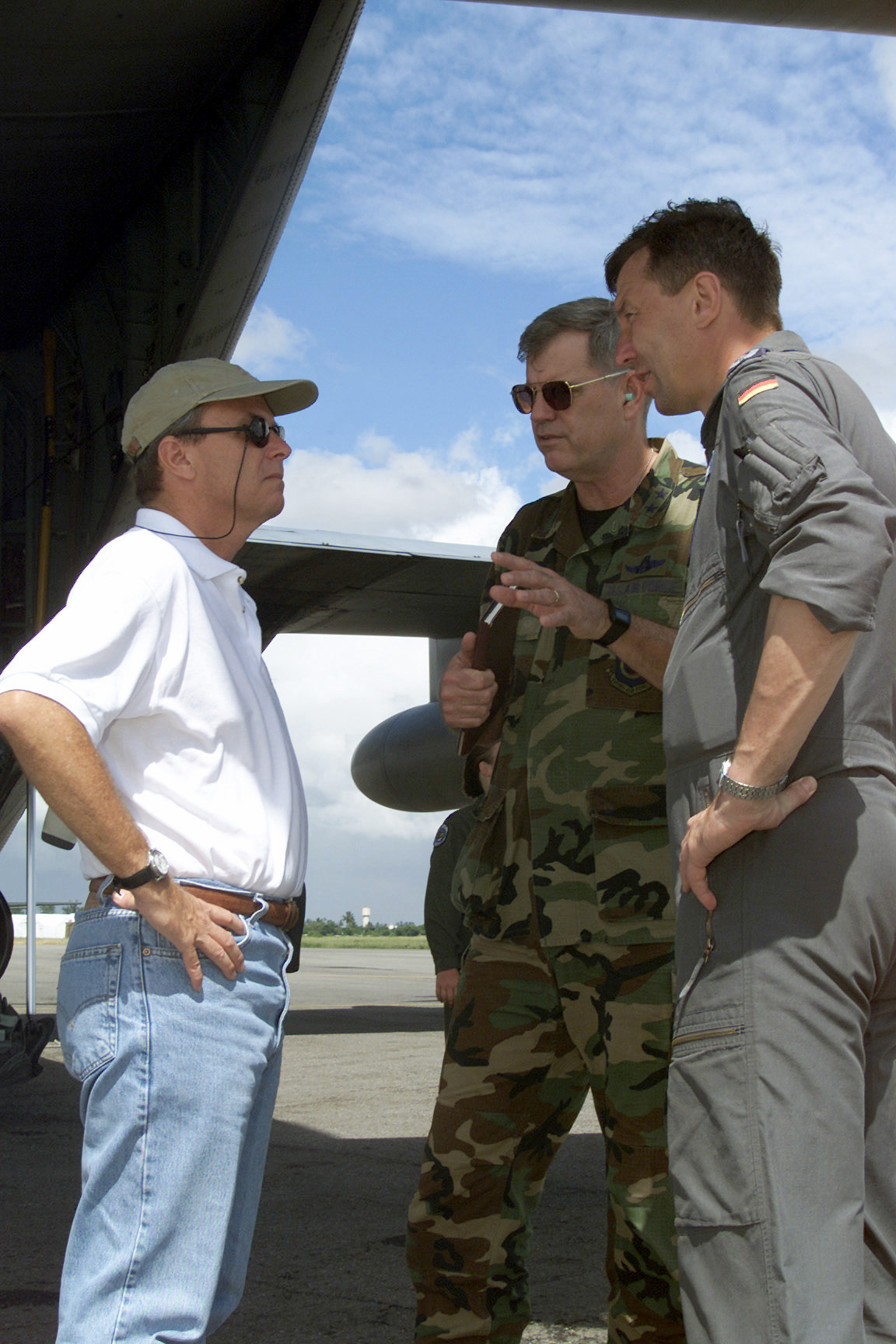
Joachim Wundrak (rechts) mit dem US-Botschafter in Mosambik, Dean Curran (links), und Generalmajor der US Air Force Joe Wehrle in Maputo, März 2000

Joachim Wundrak (* 28. Mai 1955 in Kerpen) ist ein Generalleutnant a. D. der Luftwaffe der Bundeswehr und deutscher Politiker (AfD). In seiner letzten militärischen Verwendung war er bis 2018 erster Kommandeur des Zentrums Luftoperationen. Als Politiker war er von 2021 bis 2025 Mitglied des Deutschen Bundestages.

## Militärische Laufbahn

### Ausbildung und erste Verwendungen
Wundrak trat am 1. Oktober 1974 in die Bundeswehr ein und absolvierte die Grundausbildung im Luftwaffenausbildungsregiment 2 in Budel in den Niederlanden. Die weitere Offiziersausbildung durchlief er an der Offizierschule der Luftwaffe in Neubiberg. Ab 1976 studierte Wundrak Elektrotechnik an der Universität der Bundeswehr München. Er schloss das Studium 1980 als Diplom-Ingenieur ab.
Von 1980 bis 1982 wurde Wundrak bei der Verkehrsfliegerschule der Lufthansa in Bremen zum Transportflugzeugführer ausgebildet und anschließend zum Lufttransportgeschwader 62 in Wunstorf versetzt. Wundrak flog dort Dornier Do 28 und Transall C-160. 1986 wurde er als Hörsaalleiter zur Offizierschule der Luftwaffe versetzt, bevor er ab 1987 wiederum in einer fliegerischen Verwendung, diesmal als Kommandant auf der Transall, beim Lufttransportgeschwader 62 eingesetzt wurde. Von 1988 bis 1990 nahm Wundrak am 33. Generalstabslehrgang an der Führungsakademie der Bundeswehr in Hamburg teil.

### Dienst als Stabsoffizier
Im Anschluss an den Generalstabslehrgang war Wundrak bis 1992 Dezernatsleiter A3a im Lufttransportkommando in Münster. Einer Verwendung als Staffelkapitän der 1. Staffel des Lufttransportgeschwaders 63 in Hohn bei Rendsburg folgte ein Einsatz als Referent für den Lufttransport im Führungsstab der Luftwaffe von 1994 bis 1995 und danach eine Verwendung als Adjutant des Inspekteurs der Luftwaffe bis 1998.
1998 kehrte Wundrak nach Wunstorf zurück und führte als Kommodore bis 2000 das Lufttransportgeschwader 62 in Wunstorf. Anfang 2000 leitete er auch das deutsche Kontingent der „Operation Atlas Response/Silent Promise“ in Maputo (Mosambik) während einer Flutkatastrophe. Danach ging er von 2000 bis 2002 als Verbindungsoffizier zum Permanent Joint Headquarters (Northwood Headquarters) der britischen Streitkräfte. Von 2002 bis 2004 war er Referatsleiter im Führungsstab der Luftwaffe. In den Jahren 2004 bis 2006 war er Stabsabteilungsleiter V im Führungsstab der Streitkräfte.

### Dienst als General
Ab 2006 war Wundrak der Deputy Director European Air Group in High Wycombe in Großbritannien und vom 1. April 2008 bis 30. Juni 2009 im Führungsstab der Luftwaffe eingesetzt. Vom 1. Juli 2009 bis 31. März 2012 war Wundrak dann Stellvertreter des Befehlshabers im Luftwaffenführungskommando. Am 1. April 2012 wurde Wundrak Nachfolger von Dieter Naskrent als Kommandeur des Kommandos Operative Führung Luftstreitkräfte in Kalkar sowie in Personalunion des Combined Air Operations Center in Uedem. Mit Ablauf des 30. Juni 2013 wurde das Kommando offiziell aufgelöst und das Zentrum Luftoperationen aufgestellt, dessen erster Kommandeur Wundrak wurde. Diesen Dienstposten übergab er zum 24. September 2018 an Generalleutnant Klaus Habersetzer und trat nach 44 Dienstjahren mit Ablauf des Monats in den Ruhestand.

### Auslandseinsätze
- 8. August 2008 bis 31. März 2009 EUFOR, Chef des Stabes, Sarajevo, Bosnien-Herzegowina
- 21. Februar 2011 bis zum 7. Dezember 2011 ISAF Deputy Chief of Staff Air ISAF Joint Command, Kabul, Afghanistan

## Politiker
Joachim Wundrak ist der bislang ranghöchste ehemalige Bundeswehrsoldat, der sich in der AfD engagiert. Wundrak, der nach eigenen Angaben früher die SPD wählte und Helmut Schmidt schätzte, trat 2008 in die CDU ein. Er verließ die Partei bereits 2014, nach eigener Darstellung wegen der Flüchtlingspolitik der Bundesregierung. Dabei hätten ihn seine dienstlichen Kontakte zur Bundespolizei frühzeitig in seiner Einschätzung der Lage beeinflusst. Im Januar 2018 trat er in die AfD ein. Die Parteimitgliedschaft wurde erst nach seinem Ausscheiden aus den Streitkräften bekannt, als ihn die AfD Hannover im Juli 2019 als ihren Kandidaten für die Oberbürgermeisterwahl aufstellte.
Wundrak warf Bundeskanzlerin Angela Merkel vor, ihre Politik sei „antideutsch“, womit er sich nicht allein auf die Einwanderungs- und Flüchtlingspolitik der Bundesregierung bezieht. EU-Strukturen bezeichnet er als undemokratisch, das Europaparlament sei ein „Pseudoparlament“, die Europäische Union dränge die Nationalstaaten in den Hintergrund. Wundrak ist allerdings nach eigener Aussage „nicht grundsätzlich gegen die EU“. Deutschland betrachtet er als nur eingeschränkt souverän, wofür er sich auf ein breites Meinungsspektrum von den sogenannten Reichsbürgern bis hin zu Bundestagspräsident Wolfgang Schäuble beruft, die er in einem Referat vor der Hannoveraner AfD vor seiner Nominierung diesbezüglich beispielhaft nannte. Für besonders gefährlich hält Wundrak die Europäische Zentralbank und den Europäischen Gerichtshof. Deutschland werde durch sie zu einer bloßen Gebietskörperschaft degradiert und habe seine Souveränität bereits „weitgehend aufgegeben“. Rechtsextreme Tendenzen in seiner Partei hält er für nicht real. Er lehnt eine angebliche „Klimahysterie“ ab.
Bei der Wahl zum Oberbürgermeister von Hannover am 27. Oktober 2019 erreichte Wundrak 4,6 % der Stimmen und wurde damit hinter Belit Onay (Grüne) und Eckhard Scholz (parteilos, Kandidat der CDU; je 32,2 %) sowie Marc Hansmann (SPD; 23,5 %) Vierter.
Der AfD-Landesverband Niedersachsen wählte Wundrak im Dezember 2020 zum niedersächsischen Spitzenkandidaten für die Bundestagswahl 2021. Hier trat er gemeinsam mit Joana Cotar zur AfD-internen Wahl zum Spitzenduo der Bundestagswahl an, gewählt wurde jedoch am 25. Mai 2021 das konkurrierende Team aus Alice Weidel und Tino Chrupalla. Bei der Bundestagswahl im September 2021 zog Wundrak für die AfD Niedersachsen in den Deutschen Bundestag ein.
Nach der Nominierung durch die AfD für das Parlamentarische Kontrollgremium wurde Wundrak 2022 mit großer Mehrheit abgelehnt.
Bei der Bundestagswahl 2025 kandidierte Wundrak nicht erneut.

## Politische Positionen
In Bezug auf den Russisch-Ukrainischen Krieg vertritt Wundrak eine Position, die deutlich von der Mehrheitsmeinung in der AfD abweicht, denn er befürwortet die Sanktionen gegen Russland. So äußerte er Anfang März 2022ː
„In einem Krieg, an dem eine Nuklearmacht wie Russland beteiligt sei, ‚gibt es keine einfache Lösung‘, sagt der AfD-Bundestagsabgeordnete Joachim Wundrak. Der ehemalige Bundeswehr-General befürwortet die gegen Russland verhängten Sanktionen. Er erklärt: vor dem Angriff am Donnerstag sei seine Partei gegen Sanktionen gewesen. Damals habe man alles tun wollen, um zu deeskalieren. Jetzt seien Sanktionen jedoch ‚der einzige Hebel, wobei noch nicht klar ist, wie die wirken‘. Die Bundesregierung müsse in jedem Fall darauf achten, dass sich Deutschland damit nicht selbst zu sehr schade.“
Im Juni 2024 war er einer von nur vier AfD-Abgeordneten, die der Rede Selenskyjs im Bundestag zuhörten.
Während der 20. Legislaturperiode stimmte er mehrfach als einziger Abgeordneter der AfD-Bundestagsfraktion für Bundeswehreinsätze.

## Ehrungen
Am 1. März 2018 wurde Wundrak das Verdienstkreuz 1. Klasse des Verdienstordens der Bundesrepublik Deutschland verliehen.
Am 25. September 2018 wurde Wundrak auf dem historischen Marktplatz der Stadt Kalkar mit einem Großen Zapfenstreich als Kommandeur des Luftwaffenstandortes verabschiedet.

## Privates
Wundrak ist verheiratet und hat einen Sohn und eine Tochter.